# Operclipygus ecitonis
Operclipygus ecitonis  (лат.) — вид мирмекофильных жуков-карапузиков из семейства Histeridae (Histerinae, Exosternini). Южная Америка: Боливия, Перу, Французская Гвиана, Эквадор. Длина 2,40—2,65 мм, ширина 2,25—2,50 мм. Цвет красновато-коричневый. Вид был обнаружены в колониях кочевых муравьёв Eciton burchelli и описан в 2013 году энтомологами Майклом Катерино (Michael S. Caterino) и Алексеем Тищечкиным (Santa Barbara Museum of Natural History, Санта-Барбара, США).